# 琴奇基
51°50′55″N 32°34′55″E / 51.84861°N 32.58194°E
琴奇基（烏克蘭語：Ченчики），是烏克蘭北部的村莊，隸屬切爾尼希夫州的科留基夫卡區。該村面積0.2平方公里，海拔高度145米，2001年人口33，人口密度每平方公里161.8人。